# Janko Janša
Janko Janša (ur. 16 grudnia 1900 w Mojstranie lub w Dovje, zm. ?) – słoweński biegacz narciarski, uczestnik Zimowych Igrzysk Olimpijskich 1928 w Sankt Moritz, na których reprezentował Królestwo Serbów, Chorwatów i Słoweńców.
Był wszechstronnym sportowcem, przed rozpoczęciem kariery narciarskiej trenował piłkę nożną. Zorganizował pierwszą szkołę narciarską w Kranjskiej Gorze. W trakcie Zimowych Igrzysk Olimpijskich 1948 był szefem przygotowań reprezentacji biegaczy narciarskich.
Został pochowany na cmentarzu w Dovje.
Jego brat Joško Janša również był narciarzem, olimpijczykiem z 1928.

## Osiągnięcia

### Igrzyska olimpijskie
| Miejsce | Dzień     | Rok  | Miejscowość  | Konkurencja | Czas biegu | Strata   | Zwycięzca            |
| ------- | --------- | ---- | ------------ | ----------- | ---------- | -------- | -------------------- |
| 29.     | 14 lutego | 1928 | Sankt Moritz | 50 km       | 4:52:03    | +1:42:56 | Per-Erik Hedlund     |
| 40.     | 17 lutego | 1928 | Sankt Moritz | 18 km       | 1:37:01    | +42:53   | Johan Grøttumsbråten |